# Tour A
Une tour A (en allemand : A-Turm) était un type de tour de télécommunications classique construit dans toutes les provinces (Bezirke) de l’Allemagne de l’Est au cours des années 1950. Ces tours mesuraient 25 mètres de haut, leurs toits étaient équipés d’une multitude d’antennes et étaient peints en vert. Plusieurs avaient un revêtement de bois.
Dans la seconde moitié des années 1950, le Comité central (ZK) du Parti socialiste unifié d'Allemagne (SED) a commencé à mettre en place son propre système de télécommunications, le Richtfunknetz der Partei (RFN), totalement indépendant de tous les autres réseaux de communication. Il y avait deux niveaux de réseau :
- Niveau de réseau 1 : un réseau de liaisons en hyperfréquences reliant le ZK de Berlin à tous les sièges provinciaux de SED
- Niveau de réseau 2 : reliant les quartiers généraux provinciaux à tous les quartiers généraux de comté.

Les événements du soulèvement populaire du 17 juin 1953 en Allemagne de l’Est ont motivé leur construction. Dans toutes les provinces de la RDA, mis à part les agglomérations urbaines, des centres de communication par micro-ondes (BzRFuZ) ont été créés, initialement dans de vieilles casernes puis sur les tours.
Tous les BzRFuZ ont reçu la désignation "A1" précédée du numéro de code provincial correspondant, par exemple, le Totenstein (en) près de Karl-Marx-Stadt a été désigné par le numéro 14A1. Au milieu des années 1960, la NVA a rejoint le système avec son propre réseau de relais radio à bande étroite. Les deux systèmes n'étaient que des réseaux de communication sur lesquels des circuits téléphoniques et des imprimantes étaient exploités. Les tours de ces réseaux n’étaient pas utilisées pour la surveillance.
En raison de l'écoute électronique de ces réseaux par les services de renseignements sur les communications de la Bundeswehr et d'autres forces de l'OTAN au cours des années 1960, l'utilisation des deux réseaux était techniquement très limitée. Le service radio spécial de la Stasi peut avoir utilisé les mêmes tours à des fins de formation. La zone située autour des tours A du réseau de relais radioélectriques à bande étroite était une zone militaire interdite et était protégée contre les accès non autorisés. L'intrusion et la prise de photographies étaient punissables.
Après le Wende, le ministère fédéral des Postes et des Télécommunications a repris les bâtiments. Certaines d'entre elles étaient utilisées par les fournisseurs de réseaux de téléphonie mobile. Plus tard, ils ont été développés ou convertis mais ont continué à être utilisés comme installations de télécommunication.

## Lieux
La liste suivante présente une sélection des différents emplacements de ces tours.

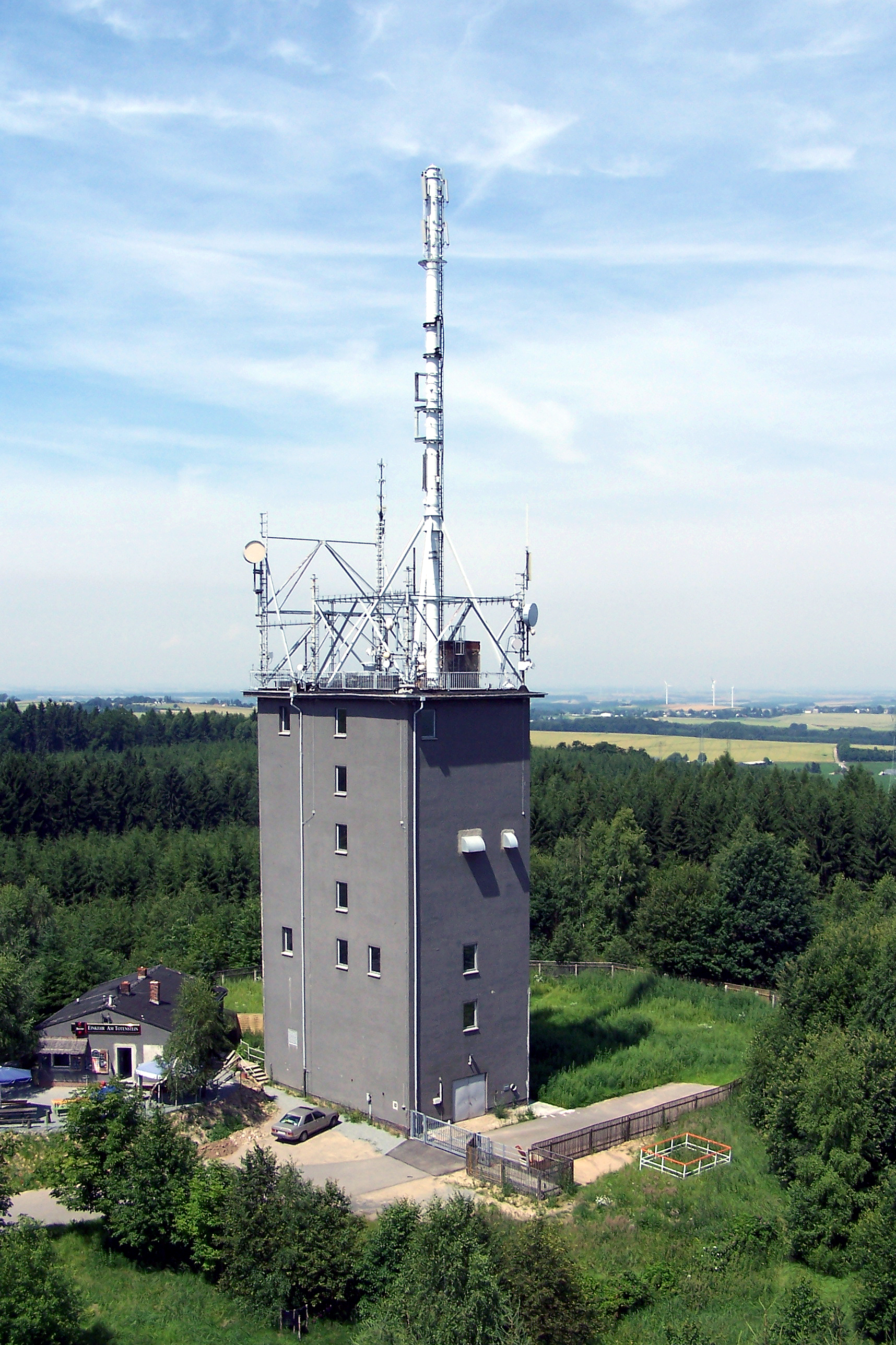
Une Tour A rénovée sur le Totenstein

- Stralsund
- Passee
- Klein Upahl
- Blumenholz
- Gühlen
- Oderberg-Hochsaalen
- Platzfelde
- Fleetmark
- Kammern
- Dolle
- Phöben près de Werder (Havel)
- Trebbin
- Fürstenwalde
- Frohser Berg près de Schönebeck
- Brocken
- Raben
- Ochsenkopf
- Petkus
- Petersberg bei Halle
- Crinitz
- Belgern
- Machern
- Nebra (Unstrut)
- Pettstädt
- Ettersberg
- Großer Inselsberg
- Schneekopf
- Eyba
- Altenburg
- Hohe Reuth (Bocka)
- Erlabrunn près de Zwickau
- Netzschkau
- Auersberg
- Totenstein près de Chemnitz
- Zschopau
- Dresden-Gompitz
- Frauenstein
- Wilthen
- Ebersbach